# 鳥取県立米子白鳳高等学校
鳥取県立米子白鳳高等学校（とっとりけんりつ よなごはくほうこうとうがっこう）は、鳥取県米子市淀江町福岡にある県立高等学校。定時制と通信制の課程からなる。閉校になった旧淀江産業技術高等学校跡地を再利用している。

## 歴史
- 2005年4月1日 - 昼間定時制、通信制の独立校として開校。通信制は鳥取県立米子東高等学校通信制が分離、独立。

## 課程・学科
- 定時制課程　総合学科（昼間定時制）
  - 午前部
  - 午後部

（午前部、午後部はコースに該当）
- 通信制課程　普通科